# Josef Thorak

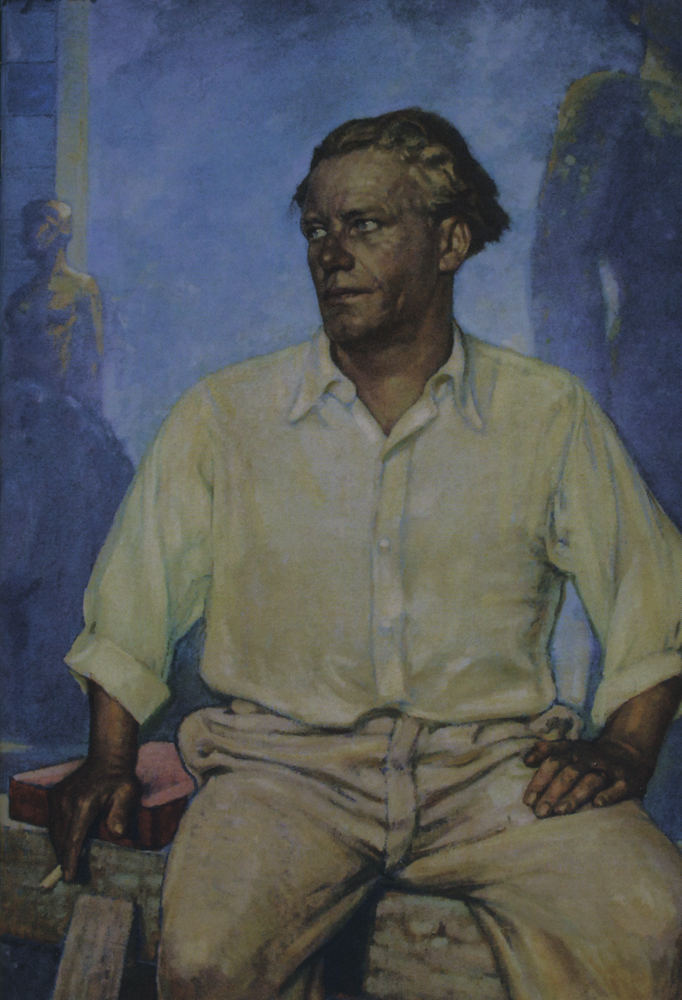
Josef Thorak, gemalt von Fritz Erler (1939)

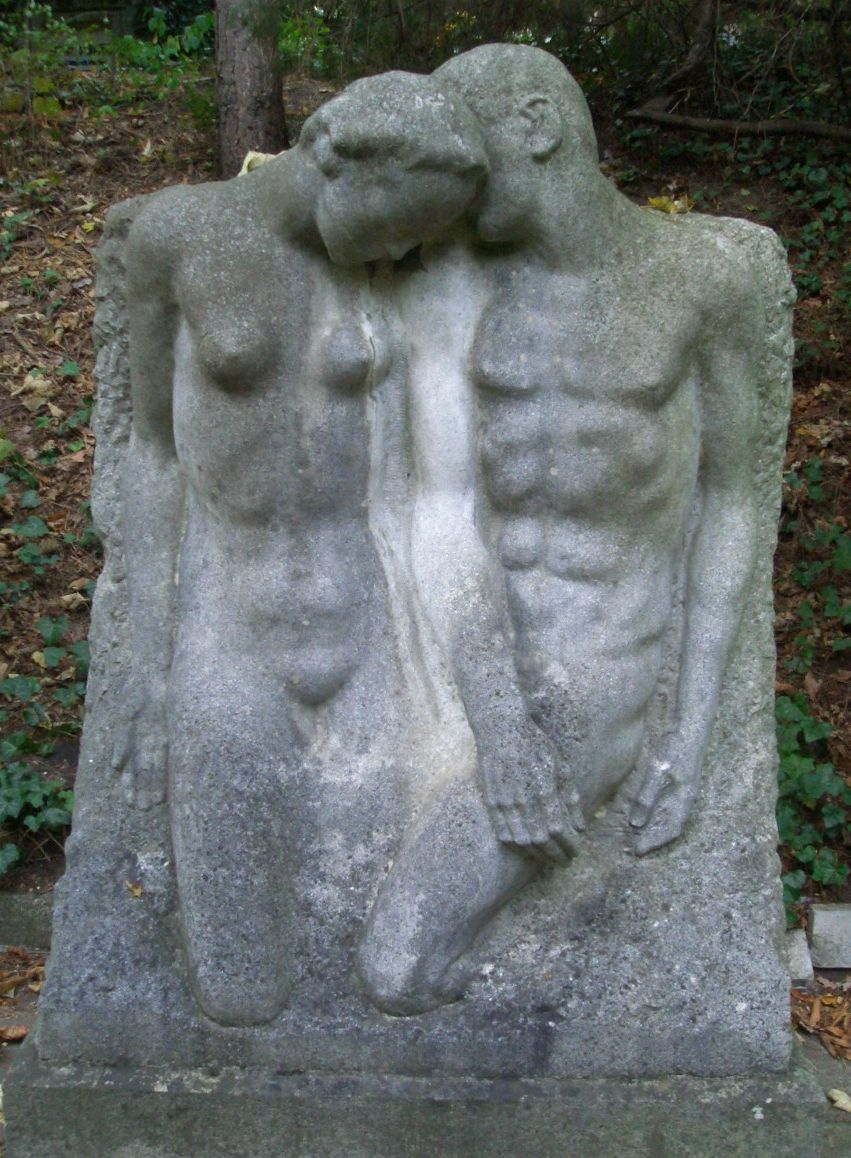
Erbbegräbnis Franz Ullstein, Friedhof Heerstraße, Berlin um 1928

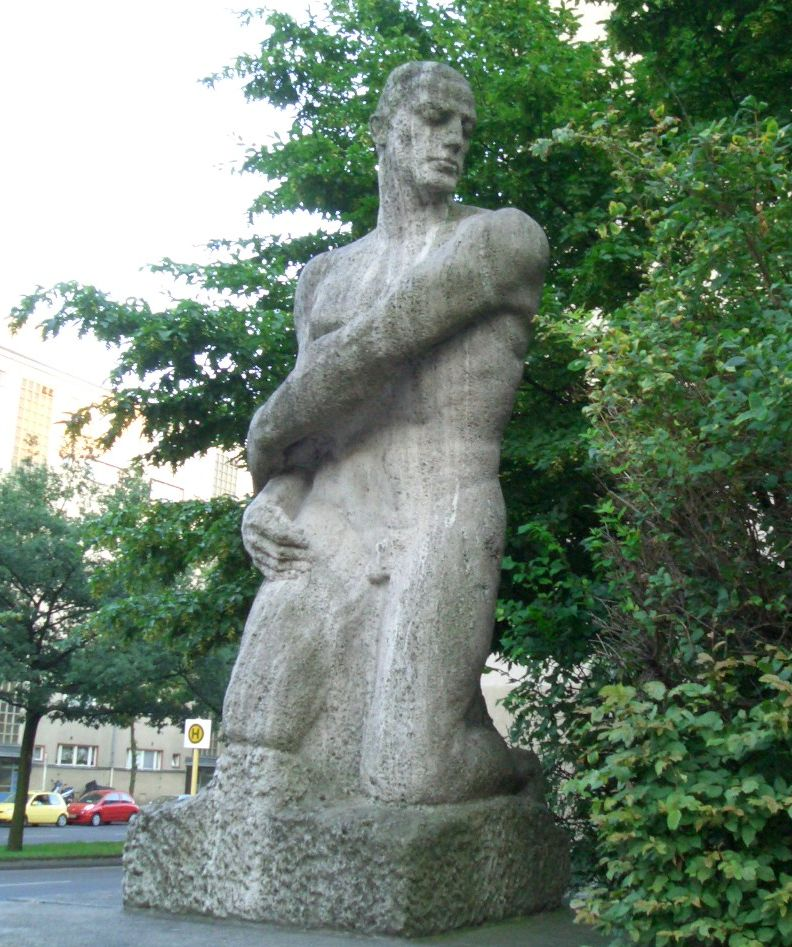
Arbeit (1928)…

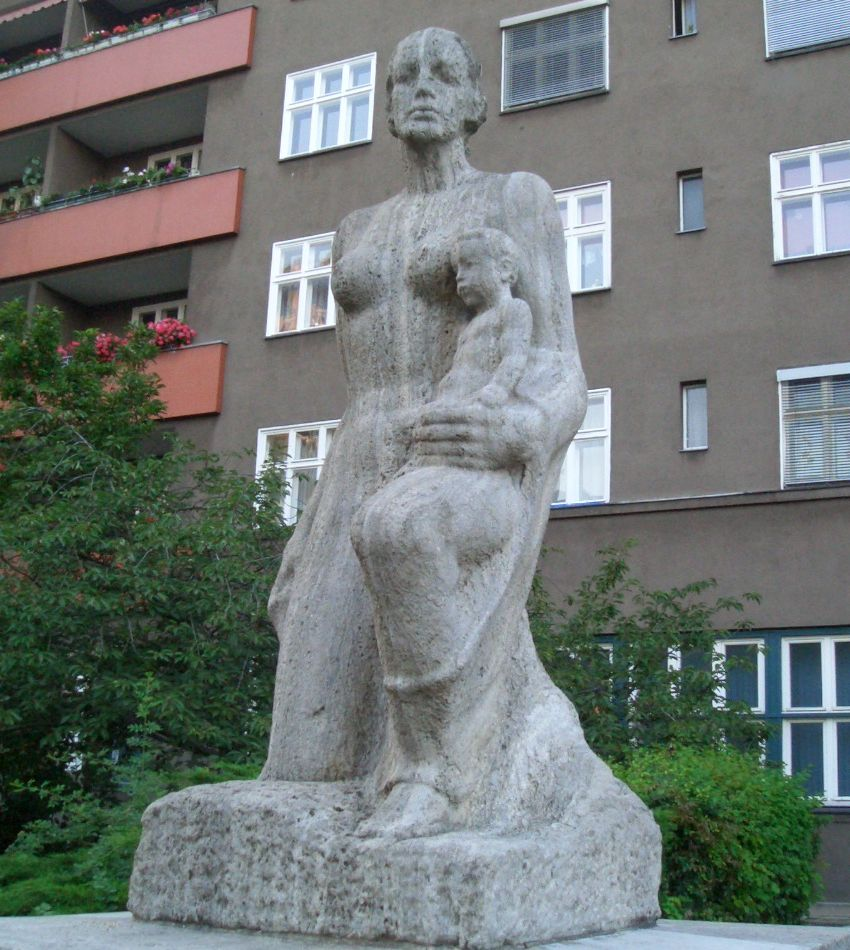
…und Heim stehen sich gegenüber, in der Knobelsdorffstraße in Berlin-Westend

Josef Thorak, auch Joseph Thorak (* 7. Februar 1889 in Wien; † 25. Februar 1952 in Schloss Hartmannsberg, Bad Endorf, Bayern), war ein österreichischer Bildhauer und Medailleur. Nach Arno Breker, der von Albert Speer in die künstlerische Ausgestaltung von Bauten der geplanten Welthauptstadt Germania einbezogen wurde, galt Thorak als populärster Bildhauer im „Dritten Reich“ und gehörte wie Breker, Georg Kolbe, Fritz Klimsch, Richard Scheibe und Adolf Wamper zu den meistbeschäftigten Bildhauern des NS-Regimes.

## Leben
Josef Thorak erlernte zunächst wie sein Vater das Töpferhandwerk, wandte sich jedoch bereits früh der Bildhauerei zu. So studierte er von 1910 bis 1914 an der Wiener Kunstakademie bei Anton Hanak, Josef Müllner und Josef Breitner und beendete sein Studium in Berlin, wo er Meisterschüler von Ludwig Manzel wurde.
In den 1920er Jahren machte er sich vor allem durch Plastiken in Wachs einen Namen. 1925–1926 ließ er sich in Bad Saarow, Moorstraße 1, nach Plänen des (jüdischen) Architekten Harry Rosenthal ein Atelier- und Sommerhaus bauen. Bereits 1928 wurde Thorak mit dem Staatspreis der Preußischen Akademie der Künste ausgezeichnet. Er entwarf den „Palmensaal“ der Berliner Großgaststätte Haus Vaterland, die 1928 nach dem großen Umbau eröffnet wurde. Im selben Jahr stellte Thorak als Mitglied des Deutschen Künstlerbundes im Künstlerhaus Sophienstraße auf der DKB-Jahresausstellung in Hannover die Skulptur Mädchen aus.
Thoraks Hang zur Monumentalplastik brachte ihm ab den 1930er Jahren eine Reihe von Staatsaufträgen ein, vor allem in der Türkei. So schuf er 1934 das nationale türkische Befreiungsdenkmal, das in Eskişehir gebaut wurde. Hier arbeitete er mit Clemens Holzmeister zusammen und lernte Gudrun Baudisch kennen, die er später in Berlin förderte. Ab 1932 stand ihm sein Nachbar in Bad Saarow, der Boxer Max Schmeling, für sieben Jahre Modell, welchen er in der Bronzeplastik Faustkämpfer für das Reichssportfeld in Berlin 1936 verewigte. Nach der „Machtergreifung“ der Nationalsozialisten, 1933, ließ er sich von seiner jüdischen Frau Hilda, geb. Lubowski, scheiden. Sie und der gemeinsame Sohn Peter emigrierten und galten nach Kriegsende als verschollen.
1934 gehörte er nach dem Tod des Reichspräsidenten Paul von Hindenburg zu den Unterzeichnern des Aufrufs der Kulturschaffenden zur „Volksbefragung“ über die Vereinigung des Reichspräsidenten- und Reichskanzleramts in der Person Hitlers. Thoraks künstlerische Handschrift entsprach den offiziellen NS-Vorstellungen zur Kunst, so dass er während des „Dritten Reiches“ zu einem der meistbeschäftigten und -geförderten Künstler avancierte. So zeigte 1935 das Amt des NS-Chefideologen Alfred Rosenberg eine große Werkschau Thoraks in Berlin.
1937 gestaltete er zwei Figurengruppen vor dem Deutschen Pavillon auf der Pariser Weltausstellung, die Adolf Hitler als „Meisterleistung“ honorierte. Er ernannte Thorak zum Leiter einer Meisterklasse an der Akademie der Bildenden Künste München. Sein Atelier war im Kunstpavillon München. Es folgten weitere Aufträge. So gestaltete er eine Siegesgöttin für das Märzfeld auf dem Reichsparteitagsgelände in Nürnberg und die Schreitenden Pferde, zwei überlebensgroße Pferdeskulpturen, für die Gartenfront der Neuen Reichskanzlei in Berlin.
Von 1938 bis 1941 ließ Hitler dem bevorzugten Bildhauer im oberbayerischen Baldham (heute Gemeinde Vaterstetten) ein riesiges Atelier nach den Plänen von Albert Speer bauen, in dem bis zu 17 Meter hohe Plastiken aus einem Stück hergestellt werden konnten. Dort entstand 1943 unter der Regie von Hans Cürlis und Arnold Fanck der Kurzdokumentarfilm Joseph Thorak – Werkstatt und Werk, produziert von Leni Riefenstahl.
Ein weiteres Projekt, das riesige Denkmal der Arbeit, das an der Reichsautobahn errichtet werden sollte, blieb jedoch unvollendet.
Thoraks ursprünglicher Antrag auf Mitgliedschaft in der NSDAP (am 23. April 1941 gestellt) wurde verzögert, weil Hitler den Künstler persönlich in die Partei aufnehmen wollte. Am 30. Januar 1943 war es so weit, doch wurde die Mitgliedschaft auf den 30. Januar 1933 zurückdatiert. Die Mitgliedskarte wurde am 28. Dezember 1942 ausgestellt (Mitgliedsnummer 1.446.035).
Auch in der Endphase des Zweiten Weltkrieges blieb Thorak vom aktiven Kriegsdienst befreit, da er nicht nur auf der 1944 von Hitler erstellten Gottbegnadeten-Liste, sondern auch auf der Sonderliste mit den zwölf wichtigsten „unersetzlichen“ bildenden Künstlern benannt worden war. Am Kunstraub Kajetan Mühlmanns war er als Hehler beteiligt und hatte bei ihm für Schloss Prielau sechs Skulpturen gekauft.

Thorak überstand die Entnazifizierung unbehelligt: Die Spruchkammer München sprach ihn im Mai 1948 als „nicht betroffen“ frei. Zwei Berufungsverfahren, die 1949 und 1951 angestrengt wurden, endeten mit demselben Urteil.

Gruft 25 (Petersfriedhof Salzburg), in der Josef Thorak und seine Mutter bis 2022 bestattet waren

1950 trat Thorak in Salzburg, wo er seine jungen Jahre verbracht hatte und später Erfolge feierte, wieder mit einer Einzelausstellung an die Öffentlichkeit. Er erhielt bis zu seinem plötzlichen Tod 1952 immer wieder öffentliche Aufträge. Thorak wurde in einer Arkadengruft auf dem Petersfriedhof Salzburg neben seiner Mutter beigesetzt. 2022 wurde die Gruft geräumt und neu vergeben, die von Thorak geschaffene Ausstattung blieb jedoch erhalten.

## BronzeplastikenSchreitende Pferde

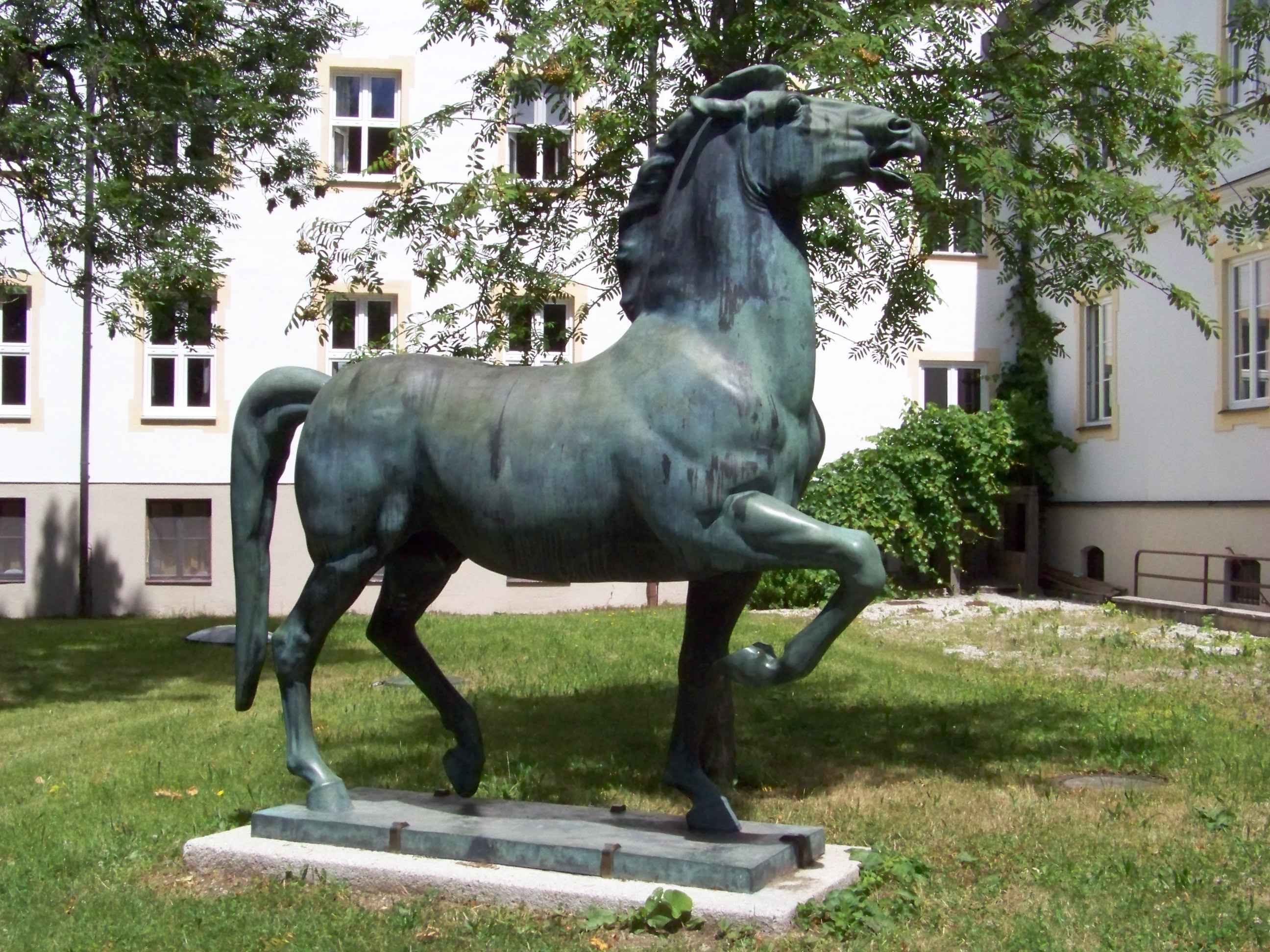
Bronzestatue Schreitendes Pferd in Ising am Chiemsee

Thoraks Schreitende Pferde galten seit Kriegsende als verschollen und wurden erst 1989 am Sportplatz des Sowjetischen Kasernengeländes in Eberswalde gefunden. Von dort verschwanden sie jedoch kurz nach ihrer Entdeckung und tauchten erst am 20. Mai 2015 zusammen mit Reliefs für die Welthauptstadt Germania von Arno Breker und einigen Skulpturen, darunter die beiden überlebensgroßen Bronzeplastiken Galathea und Olympia von Fritz Klimsch, im Zuge einer bundesweiten Razzia in Bad Dürkheim auf. In Vergleichsverhandlungen in dem Rechtsstreit um das Eigentum an den Skulpturen hat sich die Bundesrepublik Deutschland mit dem Beklagten im Juli 2021 darauf geeinigt, dass dieser die beiden Bronzeskulpturen in das Eigentum der Bundesrepublik Deutschland herausgibt. Seit Anfang 2023 sind beide Pferde in der Dauerausstellung „Enthüllt. Berlin und seine Denkmäler“ auf der Zitadelle Spandau in Berlin ausgestellt.
Mit einem dritten Pferd aus dem Besitz des Künstlers bezahlte im Jahr 1961 die Familie Thorak die Internatsgebühren ihres Sohnes im Landschulheim Ising am Chiemsee. Somit ist dieses Pferd Eigentum des Schulträgers Zweckverband Bayerische Landschulheime. Bei dieser dritten Fassung handelt es sich um die Skulptur, die im Jahr 1939 auf der Großen Deutschen Kunstausstellung in München im zentralen Saal zu sehen war – im selben Jahr also, als Thorak die beiden anderen Pferdefiguren Hitler übergab.
2015 wurde in Danzig, 1939 bis 1945 Teil des Deutschen Reichs, eine von Thorak 1942 gestaltete Marmorbüste Adolf Hitlers gefunden. Sie soll im geplanten Museum des Zweiten Weltkriegs in Danzig ausgestellt werden.

## Ausstellungen
- 1930: „Die Berliner Sezession“, München, Glaspalast (Beteiligung)
- 1937: Weltausstellung Paris
- 1937–1944: Haus der Deutschen Kunst München, bei allen offiziellen Jahresausstellungen, den Großen Deutschen Kunstausstellungen
- 1944: „Deutsche Künstler und die SS“, Salzburg (Beteiligung)
- 1950: „Thorak in Salzburg“, Mirabellgarten
- 1951: „Österreichische Plastik“, Salzburg (Beteiligung)
- 1985: Hommage an Thorak, Museum Arno Breker, Nörvenich
- 2007: Gedenkausstellung zum 55. Todestag, Heimatmuseum (Pommern-Haus) in Anger, Landkreis Berchtesgadener Land
- 2017: „Josef Thorak – ein Gigant der Kunst“, Fotodokumente zum 65. Todestag, Schloss Nörvenich NRW.[24]

## Rezeption
Das Josef-Thorak-Archiv bewahrt das Gedenken des Bildhauers.

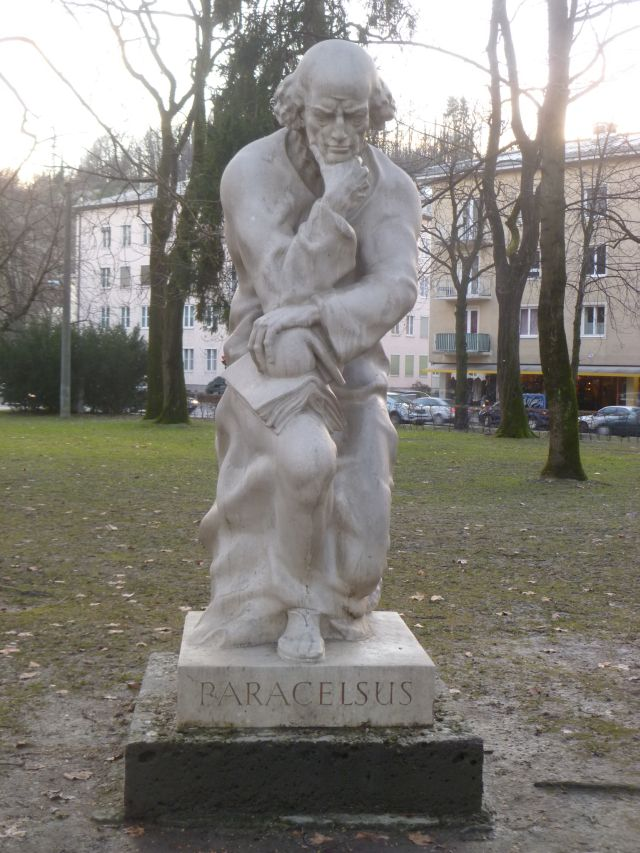
Paracelsusstatue von Josef Thorak im Kurpark von Salzburg

Im Salzburger Kurgarten ist Thoraks Figur Paracelsus aufgestellt. Bei einer Kunstaktion im Mai 2016 antwortete der Künstler Bernhard Gwiggner mit einer Gegen-Skulptur, zumal die Figur unkommentiert aufgestellt ist und ein Geschenk Thoraks an den Gau Salzburg für die Überlassung des arisierten Schlosses Prielau in Zell am See war.
Im Salzburger Stadtteil Aigen wurde im Jahr 1963 eine Straße nach Thorak benannt. Seit einigen Jahren wird eine Umbenennung der Straße diskutiert. Ein Kunstprojekt von Konstanze Sailer schlug am 1. Februar 2016 vor, die Straße nach Helene Taussig, einem Opfer der NS-Diktatur, umzubenennen. 2016 wurden die Straßenschilder aufgrund von Vandalismus mit einer Schutzschicht behandelt; dies sorgte für Kritik, unter anderem seitens des Salzburger KZ-Verbandes. Weitere Kritiker des Straßennamens sind die Künstler Bernhard Gwiggner, Wolfram P. Kastner und Daniel Toporis.